# Kallepia
Kallepia (noto anche come Kallepeia Village) (in greco Καλλέπια?) è un villaggio sito nel distretto di Pafo, a Cipro, situato 2 km a sud da Letymvou. Esso comprende anche la frazione di Moronero e si trova a 497 metri sul livello del mare. Il suo picco è di circa 590 metri e vi si registrano 630 millimetri di pioggia all'anno.

## Topografia
Kallepia è un insediamento montuoso sito ad un'altitudine di 490 metri e caratterizzato da paesaggi di montagne, scogliere, vegetazione selvaggia e terreni coltivati con vigneti, meli, limoni, aranci, mandorli, carrubi, grano e qualche ulivo. Ha circa 200 abitanti ed è considerato tra i primi villaggi produttori di vino del distretto di Pafo. È una destinazione turistica e vi si trovano molti cottage appartenenti a visitatori sia locali che stranieri che vi trascorrono il fine settimana e l'estate. Presso il villaggio scorrono il fiume Ezousas e i suoi affluenti Ammati e Kalamos che, insieme alle numerose sorgenti naturali, forniscono acqua alle coltivazioni locali.